# Next Generation ATP Finals 2017
El Next Generation ATP Finals 2017 és l'esdeveniment que tanca la temporada 2017 de tennis en categoria masculina per a tennistes menors de 21 anys. L'edició inaugural del torneig es va celebrar sobre pista dura entre el 7 i l'11 de novembre de 2017 al Fieramilano de Milà, Itàlia.
El tennista sud-coreà Chung Hyeon va guanyar el primer títol del seu palmarès.

## Normativa
Es classifiquen per disputar el torneig els set millor tennistes de 21 anys o menors (nascuts al 1996 o posterior) seguint la classificació Emirates ATP Race to Milan, mentre que la vuitena plaça es reserva a una invitació per part de l'organització.
Aquest torneig es va utilitzar per introduir diverses innovacions en les normes. Aquests canvis inclouen la disputa màxima de cinc sets de quatre jocs cada un, tie-break al mínim de 3 punts, l'eliminació de punts d'avantatge en el deuce (elecció del costat per part del receptor) i l'eliminació del let en el servei. També es van canviar diverses normes respecte el temps, el partit comença cinc minuts després que el segon jugador entri a pista, 25 segons màxim entre la finalització d'un punt i l'inici del següent i un únic temps mort per raons mèdiques.

## Classificació
| Núm. | Rq  | Tennista           | Punts | Torneigs | Any naixement | Data classificació |
| ---- | --- | ------------------ | ----- | -------- | ------------- | ------------------ |
| −    | 5   | Alexander Zverev   | 4.490 | 23       | 1997          | 13 d'agost         |
| 1    | 35  | Andrei Rubliov     | 1.219 | 21       | 1997          | 16 d'octubre       |
| 2    | 44  | Karén Khatxànov    | 1.045 | 27       | 1996          | 19 d'octubre       |
| 3    | 49  | Denis Shapovalov   | 971   | 22       | 1999          | 23 d'octubre       |
| 4    | 51  | Borna Ćorić        | 931   | 27       | 1996          | 24 d'octubre       |
| 5    | 54  | Jared Donaldson    | 890   | 27       | 1996          | 24 d'octubre       |
| 6    | 55  | Chung Hyeon        | 805   | 20       | 1996          | 25 d'octubre       |
| 7    | 63  | Daniil Medvedev    | 772   | 25       | 1996          | 25 d'octubre       |
| WC   | 294 | Gianluigi Quinzi   | 138   | 11       | 1996          | [ 8 ]              |
| S1   | 76  | Frances Tiafoe     | 662   | 24       | 1998          |                    |
| S2   | 95  | Stéfanos Tsitsipàs | 547   | 29       | 1998          |                    |

|  | Tennistes classificats per l'ATP Finals 2017 |
|  | Renúncia                                     |

## Fase grups

### Grup A
| CS | Jugador          | A. Rubliov                       | D. Shapovalov                    | H. Chung                      | G. Quinzi                     | V − D | Sets  | Jocs    | Pos. |
| 1  | Andrei Rubliov   |                                  | 4−1, 3−4(8), 4−3(2), 0−4, 4−3(3) | 0−4, 1−4, 3−4(1)              | 1−4, 4−0, 4−3(4), 0−4, 4−3(3) | 2 − 1 | 6 − 7 | 32 − 41 | 2    |
| 3  | Denis Shapovalov | 1−4, 4−3(8), 3−4(2), 4−0, 3−4(3) |                                  | 4−1, 3−4(5), 3−4(4), 1−4      | 4−1, 4−1, 3−4(5), 4−3(5)      | 1 − 2 | 6 − 7 | 41 − 37 | 3    |
| 6  | Chung Hyeon      | 4−0, 4−1, 4−3(1)                 | 1−4, 4−3(5), 4−3(4), 4−1         |                               | 1−4, 4−1, 4−2, 3−4(6), 4−3(3) | 3 − 0 | 9 − 3 | 41 − 29 | 1    |
| 8  | Gianluigi Quinzi | 4−1, 0−4, 3−4(4), 4−0, 3−4(3)    | 1−4, 1−4, 4−3(5), 3−4(5)         | 4−1, 1−4, 2−4, 4−3(6), 3−4(3) |                               | 0 − 3 | 5 − 9 | 37 − 44 | 4    |

### Grup B
| CS | Jugador         | K. Khatxànov             | B. Ćorić                | J. Donaldson             | D. Medvedev              | V − D | Sets  | Jocs    | Pos. |
| 2  | Karén Khatxànov |                          | 4−3, 4−2, 2−4, 0−4, 2−4 | 4−1, 4−3(3), 4−2         | 4−2, 3−4(6), 3−4(3), 2−4 | 1 − 2 | 6 − 6 | 36 − 37 | 3    |
| 4  | Borna Ćorić     | 3−4, 2−4, 4−2, 4−0, 4−2  |                         | 4–3(2), 4–1, 4–3(5)      | 4–3(5), 2–4, 4–1, 4–2    | 3 − 0 | 9 − 3 | 43 − 29 | 1    |
| 5  | Jared Donaldson | 1–4, 3–4(3), 2–4         | 3–4(2), 1–4, 3–4(5)     |                          | 4−3(3), 2−4, 3−4(1), 0−4 | 0 − 3 | 1 − 9 | 22 − 39 | 4    |
| 7  | Daniil Medvedev | 2−4, 4−3(6), 4−3(3), 4−2 | 3–4(5), 4–2, 1–4, 2–4   | 3−4(3), 4−2, 4−3(1), 4−0 |                          | 2 − 1 | 7 − 5 | 39 − 35 | 2    |

## Fase final
| Semifinals | Semifinals      | Semifinals | Semifinals | Semifinals | Semifinals | Semifinals |  |  | Final               | Final               | Final               | Final               | Final               | Final               | Final               |
|            |                 |            |            |            |            |            |  |  |                     |                     |                     |                     |                     |                     |                     |
| 6          | Chung Hyeon     | 4          | 4          | 34         | 1          | 4          |  |  |                     |                     |                     |                     |                     |                     |                     |
| 7          | Daniil Medvedev | 1          | 1          | 4          | 4          | 0          |  |  |                     |                     |                     |                     |                     |                     |                     |
|            |                 |            |            |            |            |            |  |  | 6                   | Chung Hyeon         | 3⁵                  | 4                   | 4                   | 4                   |                     |
|            |                 |            |            |            |            |            |  |  | 1                   | Andrei Rubliov      | 4                   | 3²                  | 2                   | 2                   |                     |
| 1          | Andrei Rubliov  | 4          | 4          | 4          |            |            |  |  |                     |                     |                     |                     |                     |                     |                     |
| 4          | Borna Ćorić     | 1          | 3⁶         | 1          |            |            |  |  | Final de consolació | Final de consolació | Final de consolació | Final de consolació | Final de consolació | Final de consolació | Final de consolació |
|            |                 |            |            |            |            |            |  |  |                     |                     |                     |                     |                     |                     |                     |
|            |                 |            |            |            |            |            |  |  | 7                   | Daniil Medvedev     | w/o                 |                     |                     |                     |                     |
|            |                 |            |            |            |            |            |  |  | 4                   | Borna Ćorić         |                     |                     |                     |                     |                     |